# Эдвардс, Хорхе
Хо́рхе Эдвардс Вальдес (исп. Jorge Edwards Valdés, 29 июня 1931, Сантьяго, Чили — 17 марта 2023, Мадрид, Испания) — чилийский писатель, журналист, дипломат.

## Биография
Родился 29 июня 1931 года в известной и обеспеченной чилийской семье, ведущей начало от английского моряка, прибывшего в Чили в 1804 году. Окончил юридический факультет Чилийского университета (1958). Изучал политические науки в Принстоне. В 1962—1967 — секретарь посольства Чили в Париже, где познакомился с Варгасом Льосой, Кортасаром, Маркесом. Впоследствии возглавлял отдел Восточной Европы в чилийском МИДе. В 1971 году правительство Сальвадора Альенде назначило его в посольство Чили на Кубе, однако правительство Фиделя Кастро уже через три месяца объявило его персоной нон грата (писатель отобразил это в своей одноимённой работе). Затем снова служил секретарём посольства в Париже, где он отчитывался перед Пабло Нерудой.
После переворота 1973 года и прихода к власти Пиночета был вынужден уйти в отставку, до 1978 года жил в изгнании в Барселоне, работал в известном издательстве Seix Barral (Сейш Барраль), писал, занимался журналистикой. По возвращении стал одним из основателей, а затем президентом Комитета по защите свободы слова. В 1988 году он был одним из основателей политического движения «Независимые за демократический консенсус». После восстановления демократии в стране был назначен послом Чили в ЮНЕСКО (1994—1996) при президенте Эдуардо Фрее Руис-Тагле. C 2010 года новый президент Чили Себастьян Пиньера, которого Эдвардс публично поддерживал во время избирательной кампании, назначил того послом Чили в Париже. В 2010 году король Испании Хуан Карлос I предоставил Эдвардсу испанское гражданство.
Скончался 17 марта 2023 года на 92-м году жизни в Мадриде.

## Произведения

### Романы
- El peso de la noche/ Бремя ночи (1965)
- Persona non grata/ Персона нон грата (1973, издан в Чили и на Кубе с цензурными искажениями)
- Los convidados de piedra/ Каменные гости (1978)
- El museo de cera/ Музей восковых фигур (1981)
- La mujer imaginaria/ Придуманная женщина (1985)
- El anfitrión/ Амфитрион (1988)
- El origen del mundo/ Происхождение мира (1996)
- El sueño de la historia/ Сон истории (2000)
- El inútil de la familia/ Лишний в своей семье (2004)
- La casa de Dostoievsky/ Дом Достоевского (2008)

### Новеллы
- El patio/ Дворик (1952)
- Gente de la ciudad/ Горожане (1961)
- Las máscaras/ Маски (1967)
- Temas y variaciones/ Темы и вариации (1969, избранные новеллы).
- Fantasmas de carne y hueso/Призраки во плоти (1993)

Кроме того, Эдвардсу принадлежат эссе и статьи, биография Пабло Неруды (1990), с которым он дружил и переписывался, др. сочинения.

## Признание
Стипендия Гуггенхайма (1979). Член Чилийской академии языка (1979). Лауреат Национальной премии Чили по литературе (1994), премии «Мигель де Сервантес» (1999), кавалер французского Ордена искусств и литературы, ордена Габриелы Мистраль (2000).